# Scala TT

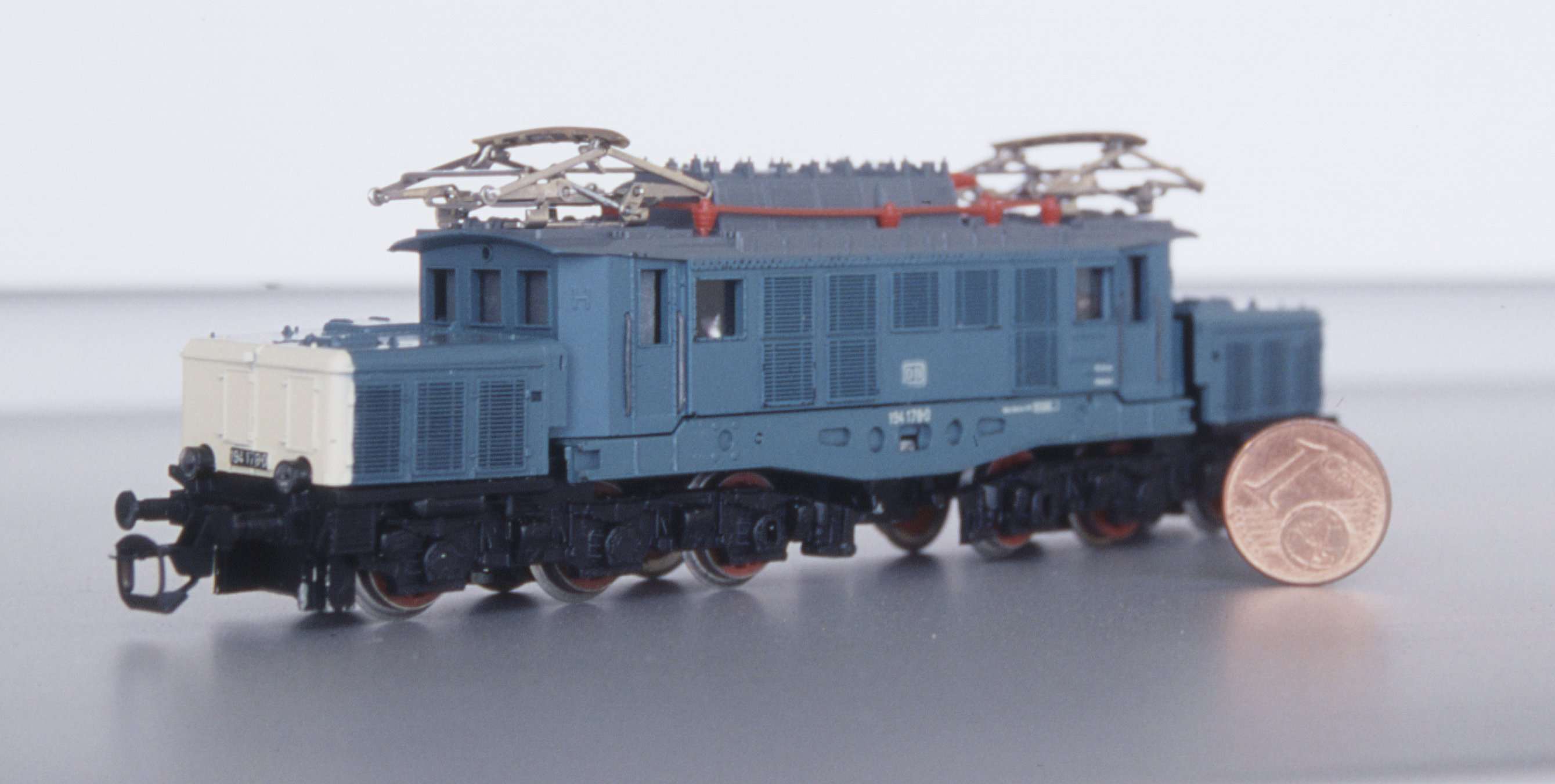
Modello di un locomotore BR 194 delle Deutsche Bahn in scala TT

La scala TT è una scala di rappresentazione utilizzata nel modellismo ferroviario che ha un rapporto di riduzione 1:120 secondo le Norme Europee di Modellismo Ferroviario (NEM) e della statunitense National Model Railroad Association (NMRA).  Lo scartamento standard è di 12 mm.  Nella classificazione ufficiale delle scale modellistiche, la scala TT, che corrisponde a circa due terzi della più nota e diffusa scala H0, si trova tra la scala N (1:160, scartamento 9 mm) e la scala H0 (1:87, scartamento 16,5 mm). Il nome della scala deriva dall'inglese TableTop, a indicare il minor spazio necessario rispetto alla più nota diffusa scala H0.

## Scartamenti
La Norma Europea di Modellismo Ferroviario NEM 010 definisce per la scala TT 1:120 i seguenti scartamenti:
| Scala     | Denominazione                            | Scartamento modello | Scartamento reale corrispondente | Note                      |
| --------- | ---------------------------------------- | ------------------- | -------------------------------- | ------------------------- |
| TT        | scartamento normale                      | 12 mm               | 1435 mm                          | da 1250 mm fino a 1700 mm |
| TTm       | scartamento metrico                      | 9 mm                | 1000 mm                          | da 850 mm fino a 1250 mm  |
| TTe       | scartamento ridotto submetrico           | 6,5 mm              | 750 mm, 760 mm e 800 mm          | da 650 mm fino a 850 mm   |
| TTi (TTf) | Ferrovia Decauville e ferrovia forestale | 4,5 mm              | 500 mm e 600 mm                  | da 400 mm fino a 650 mm   |